# Lista utworów Aaliyah
Artykuł prezentuje listę wszelkich utworów nagranych przez amerykańską piosenkarkę Aaliyah (1979−2001).

## Opublikowane utwory

### Utwory albumowe

#### 1994
- "Age Ain't Nothing but a Number"
- "At Your Best (You Are Love)"
- "Back & Forth"
- "Down with the Clique"
- "I'm Down"
- "I'm So into You"
- "No One Knows How to Love Me Quite Like You Do"
- "Old School"
- "Street Thing"
- "The Thing I Like"
- "Throw Your Hands Up"
- "Young Nation"

#### 1996
- "4 Page Letter"
- "A Girl Like You" (featuring Treach)
- "Are You Ready"
- "Choosey Lover (Old School/New School)"
- "Death of a Playa" (featuring Rashad)
- "Everything's Gonna Be Alright"
- "Giving You More"
- "Got to Give It Up" (featuring Slick Rick)
- "Heartbroken"
- "Hot like Fire"
- "I Gotcha' Back"
- "If Your Girl Only Knew"
- "Ladies in da House" (featuring Missy Elliott & Timbaland)
- "Never Comin' Back"
- "Never Givin' Up" (featuring Tavarius Polk)
- "No Days Go By"
- "One in a Million"
- "The One I Gave My Heart To"

#### 1997−2000
- "Are You Feelin' Me?"
- "Are You That Somebody?" (featuring Timbaland)
- "Come Back in One Piece" (featuring DMX)
- "I Don’t Wanna"
- "Journey to the Past"
- "Try Again"
- "Turn the Page"

#### 2001
- "Extra Smooth"
- "I Can Be"
- "I Care 4 U"
- "I Refuse"
- "It's Whatever"
- "Loose Rap" (featuring Static Major)
- "Messed Up"
- "More than a Woman"
- "Never No More"
- "Read Between the Lines"
- "Rock the Boat"
- "Those Were the Days"
- "U Got Nerve"
- "We Need a Resolution" (featuring Timbaland)
- "What If"

#### 2002
- "All I Need"
- "Come Over" (featuring Tank) (demo oryginalnie nagrane na album Changing Faces)
- "Don't Know What to Tell Ya"
- "Don't Worry"
- "Erica Kane"
- "Miss You"

### Współpraca
- "Ain't Never" (featuring Outsiderz 4 Life)
- "Best Friends" (featuring Missy Elliott)
- "Don't Think They Know" (featuring Digital Black)
- "Final Warning" (featuring Ginuwine)
- "Freedom" (różni artyści)
- "I Am Music" (featuring Timbaland, Magoo & Static Major)
- "I Need You Tonight" (featuring Junior M.A.F.I.A.)
- "John Blaze" (featuring Timbaland & Missy Elliott)
- "Live and Die for Hip Hop" (featuring Kris Kross, Da Brat, Jermaine Dupri & Mr. Black)
- "Man Undercover" (featuring Timbaland, Magoo & Missy Elliott)
- "Night Riders" (Remix) (featuring Boot Camp Clik)
- "One Man Woman" (featuring Playa)
- "Stickin' Chickens" (featuring Missy Elliott & Da Brat)
- "Summer Bunnies" (Remix) (featuring R. Kelly)
- "Up Jumps da Boogie" (featuring Timbaland, Magoo & Missy Elliott)
- "You Won't See Me Tonight" (featuring Nas)
- "Your Body's Callin'" (Remix) (featuring R. Kelly)

## Nieopublikowane utwory
- "Danc'n" (featuring E.T. Selfish)
- "Giving Up"
- "Queen B" (Radio Mix) (featuring Lil’ Kim)
- "Steady Ground" (featuring Static Major)
- "Time" (utwór nigdy nie został w pełni zrealizowany)
- "Where Could He Be" (featuring Missy Elliott & Tweet)